# 赤澤堅造
赤澤 堅造（あかざわ けんぞう、1943年2月20日 - ）は、日本の生体医工学者。工学博士（大阪大学）。大阪大学名誉教授。元神戸大学工学部情報知能工学科教授および元大阪工業大学工学部生体医工学科・生命工学科教授。日本ME学会（現：日本生体医工学会）名誉会員・元副会長。バイオメカニズム学会元評議員。
専門は、生体医工学・生体計測工学/制御工学、生体情報工学・生体電子工学、福祉工学・人間工学。

## 略歴
岡山県倉敷市出身。1965年大阪大学工学部電気工学科卒業。同大学大学院工学研究科電気工学専攻修士課程修了（日本ME学会理事/関西支部名誉評議員を務めた藤井克彦の指導） 。1971年同大学院工学研究科電気工学専攻博士課程単位取得退学（その間、日本学術振興会奨励研究員）。同大学工学部助手を経て、1974年工学博士（大阪大学）。大阪大学BME(生体医工学)研究会に属し、同大学工学部講師・助教授を経て、1990年神戸大学工学部情報知能工学科教授。2000年大阪大学大学院教授（工学研究科・情報科学研究科）。2006年大阪大学名誉教授。同年、大阪工業大学工学部生体医工学科教授。同学科学科長を経て、2010年同学部生命工学科教授。2013年大阪工業大学退官。
大阪大学・神戸大学・大阪工業大学において、40年以上の長きに渡り教鞭を執り、生体医工学（特に生体計測工学/制御工学・生体情報工学・福祉工学）の研究推進・医工連携に貢献した。
主な所属学会は、日本ME学会（現：日本生体医工学会）、バイオメカニズム学会、IEEE、計測自動制御学会、情報処理学会、 ヒューマンインタフェース学会など。主な受賞は、生体医工学シンポジウムベストリサーチアワード(2003)、日本ME学会論文賞・阪本賞(1998)、アルバータ州医学研究財団客員科学者賞 (Alberta Heritage Medical Research visiting scientist Award) (1980)など。

## 主な著書
- 生体の運動機構とその制御（分担執筆、杏林書院1972、学術書）
- 筋運動制御系（共著、昭晃堂1993、学術書）
- 自律適応する素材 - 生体組織（共著、オーム社1995、学術書）
- 運動単位の活動様式を模擬する筋張力制御のためのニューラルネットワークモデルの構築（共著、東京大学出版会2000、学術書）
- 生体情報工学（単著、東京電機大学出版局2001、学術書）

## 主な研究
- 手足の運動と神経制御メカニズムの生体医工学的研究
- 手の精緻動作(力、位置、コンプライアンスの制御)における中枢制御メカニズムの解析[11]
- 感覚情報伝達機能と柔軟指先部を備えたバイオミメティック筋電義手の開発[12]
- 情報圧縮と再生における神経回路網の適応機構に関する数理解析
- 生体電子計測技術における可視化・知能化に関する調査研究
- 高齢社会で増加する神経疾患の運動障害計測・診断支援機器の開発
- 運動機能障害者が演奏を楽しむ呼気圧利用電子楽器の開発[13]